# Dramatiker
Ein Dramatiker, auch Theaterautor oder Bühnenautor genannt, ist ein Schriftsteller, der Theaterstücke (Dramen) verfasst.
Manche Dramatiker haben sich dabei auf bestimmte Theatergenres konzentriert, wie Komödie (Komödienautor) oder Tragödie (Tragödienautor).
Mitunter werden Stoffe aus der erzählenden Literatur nach einer Bearbeitung durch Theaterautoren (Dramatisierung) auf die Bühne gebracht. Beispiele sind die Bearbeitungen der Werke von Karl May für die Karl-May-Spiele auf verschiedenen Bühnen.
Theater erwerben das Recht, ein bestimmtes Stück eines Theaterautors gekürzt oder ungekürzt in ein Bühnenwerk umzusetzen. Der Theaterregisseur hat dabei die Aufgabe, den Text als eine Handlung auf die Bühne zu bringen. Mitunter erfolgt diese Umsetzung durch den Autor selbst. Das Theaterskript des Bühnenautors wird meist vom Dramaturgen weiterbearbeitet und dient dem Regisseur als Vorlage. Beim Musiktheater wird der Bühnenautor auch Librettist genannt. Oftmals schreiben Komponisten eigene Libretti zu ihren Kompositionen.
Während für den Beruf des TV-Autors und Drehbuchautors mehrere Akademien eine Aus- bzw. Weiterbildung anbieten, sind eigene Studiengänge für Bühnenautoren selten. Die Universität der Künste Berlin bietet einen Studiengang Szenisches Schreiben an, den einige erfolgreiche Bühnenautoren absolviert haben.  Seit einigen Jahren werden vermehrt Schreibkurse angeboten, deren Belegung für Bühnenautoren allerdings keine Pflicht ist. Eine bestimmte Zugangsvoraussetzung zum Beruf existiert nicht.